# 机会性感染
机会性感染（opportunistic infection）又名伺机性感染，是指一些致病力较弱的病原体（机会性病原体），在机体免疫功能正常时不能致病，但当免疫功能降低时（如免疫功能受损、药物介导或病原体易位等）而引起的宿主感染。例如：未治疗的HIV感染和HIV相关免疫抑制，可显著增加细菌、病毒、真菌和原虫所致机会性感染的风险。

## 病因
免疫缺陷或免疫抑制可能由以下原因引发：
- 营养不良
- 反复感染
- 针对器官移植的免疫抑制药
- 艾滋病
- 癌症化疗
- 遗传易感性
- 皮肤受损
- 抗生素治疗
- 医疗过程
- 妊娠
- 免疫衰老

## 感染病原
- 鲍氏不动杆菌（Acinetobacter baumanni）
- 曲霉菌（Aspergillus sp.）
- 白色念珠菌（Candida albicans）
- 难辨梭状芽胞杆菌（Clostridium difficile）
- 新型隐球菌（Cryptococcus neoformans）
- 巨细胞病毒（Cytomegalovirus）
- 荚膜组织胞浆菌（Histoplasma capsulatum）
- 微孢子虫（Microsporidium）
- 绿脓杆菌（Pseudomonas aeruginosa）
- 金黄色葡萄球菌（Staphylococcus aureus）
- 化脓性链球菌（Streptococcus pyogenes）
- 弓形虫（Toxoplasma gondii）
- 嗜肺军团菌（Legionella pneumophila），引发军团病
- JC病毒（Polyomavirus JC polyomavirus），引发进行性多灶性白质脑病
- 人类疱疹病毒8型（Human herpesvirus 8, HHV8），引发特发性出血性肉瘤
- 鸟分枝杆菌复合菌组（Mycobacterium avium complex）
- 贝氏等孢子球虫（Isospora belli）
- 耶氏肺孢子虫（Pneumocystis jirovecii）
- 隐孢菌（Cryptosporidium）
- Geomyces destructans
- 仙人掌桿菌